# Kalliojärvi (sjö i Birkaland)
Kalliojärvi är en sjö i Finland. Den ligger i Nokia stad i landskapet Birkaland, i den södra delen av landet, 170 km nordväst om huvudstaden Helsingfors. Kalliojärvi ligger 171 meter över havet. I omgivningarna runt Kalliojärvi växer i huvudsak barrskog. Arean är 16,1 hektar och strandlinjen är 2,91 kilometer lång. Sjön  ingår i Kumo älvs huvudavrinningsområde. 